# 三嗪
三嗪是含有三个氮原子的六元杂环化合物，分子式为C3H3N3，有三种异构体：
- 1,2,3-三嗪，也称“连三嗪”；

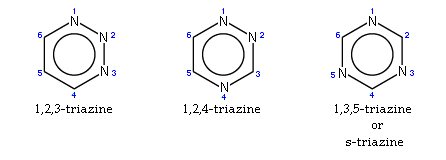
三嗪的三种异构体

- 1,2,4-三嗪，也称“偏三嗪”、“不对称三嗪”；
- 1,3,5-三嗪，也称“均三嗪”、“对称三嗪”。

1,2,3-及1,2,4-三嗪均未见其单独存在，但衍生物都已制得。1,2,3-三嗪可由2-叠氮基环丙烯类化合物热作用下的重排得到。1,2,4-三嗪可由α-二羰基化合物和氨基脲（或氨基胍）缩合得到，也可通过Bamberger三嗪合成制取。1,3,5-三嗪由三分子氢氰酸聚合生成，衍生物也一般由XCN三聚制取（X=H、卤素、R、Ar、NH2、OH等）。
三嗪环上不易进行亲电芳香取代反应，但易发生亲核芳香取代反应。均三嗪的光谱结果与苯很相像，环为平面结构，C-N键长相等，但键角NCN比CNC大。它对热稳定，但遇水迅速发生水解，生成甲酸和氨。因此，均三嗪的2,4,6-三氯取代物（三聚氰氯）是由氯化氰三分子聚合制取的。三聚氰氯是常用的化工原料，氯原子容易发生亲核取代反应，且三个氯的活性依次降低，可通过控制条件获得想要的产物。它用水蒸气水解得到三聚氰酸；碱性室温水解得到6-羟基-2,4-二氯均三嗪钠盐；100°C与氨作用生成三聚氰胺；与酚、醇、胺亦可缩合，生成的产物用作活性染料、塑料、除草剂、荧光增白剂、坚膜剂等。
1,2,4-三嗪类可与富电子的亲双烯体发生Diels-Alder反应，经由双环的中间体，放出氮气，得到另一个芳香化合物。以炔烃作原料，1,2,4-三嗪可转化为吡啶环。